# 王静修
王 静修（おう せいしゅう、繁体字: 王靜脩; 簡体字: 王静修; 拼音: Wáng Jìngxiū; ウェード式: Wang Ching-hsiu）は、中華民国・満州国の軍人・政治家。別号は襄忱。

## 事績
日本に留学して陸軍士官学校第8期を卒業し、帰国後の1914年（民国3年）に保定陸軍軍官学校戦術教官となった。1916年（民国5年）に北京政府で陸軍営長となり、1918年（民国7年）に陸軍参謀、1920年（民国9年）に陸軍第7師長と昇進している。1926年（民国15年）に東三省陸軍講武堂黒竜江分校教育長に任ぜられ、1929年（民国18年）に黒竜江省国防籌備処参謀長となった。
満州事変勃発後、王静修は満州国建国活動に参加し、1932年（民国21年/大同元年）に中央陸軍訓練処処長となった。同年3月9日、満州国が正式に建国されると、翌10日に軍政部次長に任命され、また馬政局局長も兼ねている。1934年（康徳元年）2月28日に軍政部次長を退任し、以後、第5軍管区司令官（1934年11月15日就任）、第1軍管区司令官（1937年6月19日就任）、第6軍管区司令官（1938年12月就任、1939年6月退任）と歴任した。なおこの間の1936年（康徳3年）8月24日には、王殿忠と共に陸軍上将に任命されている。1941年（康徳8年）12月18日に参議府参議に任命され、満州国が崩壊するまでその地位にあった。以後、その行方は不詳である。

## 注
1. 1 2  『満洲帝国名鑑』「国都」、21頁。
2. ↑   「満州政府の閣員 昨日正式に発表」『東京朝日新聞』昭和7年（1932年）3月11日。
3. ↑  劉ほか編（1995）、1164頁。
4. ↑  郭主編（1990）、1757頁。
5. ↑  郭主編（1990）、1864-1866頁。
6. ↑  「満州国上将二名」『東京朝日新聞』昭和11年（1936年）8月25日。
7. ↑  郭主編（1990）、1769頁。